# Сенниця-Ліпуси
Сенниця-Ліпуси (пол. Siennica-Lipusy) — село в Польщі, у гміні Чижев Високомазовецького повіту Підляського воєводства.
Населення — 53 особи (2011).
У 1975-1998 роках село належало до Ломжинського воєводства.

## Демографія
Демографічна структура станом на 31 березня 2011 року:
|          | Загалом | Допрацездатний вік | Працездатний вік | Постпрацездатний вік |
| -------- | ------- | ------------------ | ---------------- | -------------------- |
| Чоловіки | 25      | 6                  | 14               | 5                    |
| Жінки    | 28      | 5                  | 13               | 10                   |
| Разом    | 53      | 11                 | 27               | 15                   |